# Якимово (Йошкар-Олинський міський округ)
Яки́мово (рос. Якимово, марій. Якимсола) — присілок у складі Йошкар-Олинського міського округу Марій Ел, Росія.

## Населення
Населення — 356 осіб (2010; 328 у 2002).
Національний склад (станом на 2002 рік):
- марійці — 52 %
- росіяни — 46 %